# Шяна (повіт)
Пові́т Ся́на (яп. 紗那郡, しゃなぐん, МФА: [ɕana guɴ]) — повіт в Японії, в окрузі Немуро префектури Хоккайдо. 1945 року окупований радянськими військами в ході радянсько-японської війни. Наразі територія повіту контролюється Російською Федерацією, проте саме повіт продовжує існувати в офіційних реєстрах Японії як адміністративна одиниця і самоврядна організація. Згідно з офіційною позицією японського уряду, повіт вважається окупованим.